# Valentim-Fernandes-Manuskript
Das Valentim-Fernandes-Manuskript (Codex Hispanicus 27, Bayerische Staatsbibliothek, München) ist ein um 1507 in lateinischer Sprache verfasstes Werk, das als Quelle von großem Interesse für die Erforschung der portugiesischen Entdeckungen und ihrer Auswirkungen auf das übrige Europa ist. Es wird in der Bayerischen Staatsbibliothek in München aufbewahrt (Cod. hisp. 27). Es wurde von dem in Portugal tätigen Buchdrucker Valentim Fernandes aus Mähren zusammengestellt und enthält unter anderem einen Text des Seefahrers Diogo Gomes mit dem Titel De prima inuentione Guinee („Von der ersten Entdeckung Guineas“), der von den Anfängen der portugiesischen Seefahrererkundungen an der Westküste Afrikas berichtet.
Das Manuskript ist in lateinischer Sprache verfasst und besteht aus drei Teilen:
- "De prima inuentione Guinee";
- "De insulis primo inventis in mare Occidentis";
- "De inventione insularum de Açores".

Das Buch O Manuscrito Valentim Fernandes (Academia Portuguesa da História, 1940) wurde im Rahmen des Zyklus der Gedenkpublikationen zum achthundertjährigen Jubiläum der Gründung und zur dreihundertjährigen Restauration Portugals veröffentlicht. Es enthält die vollständige Transkription des berühmten Codex der Münchner Bibliothek und präsentiert eine Sammlung von Schriften über die portugiesische Seefahrtsgeschichte, darunter Texte von Zurara, Diogo Gomes und Martin Behaim, um nur einige zu nennen.